# Армия «Поможе»

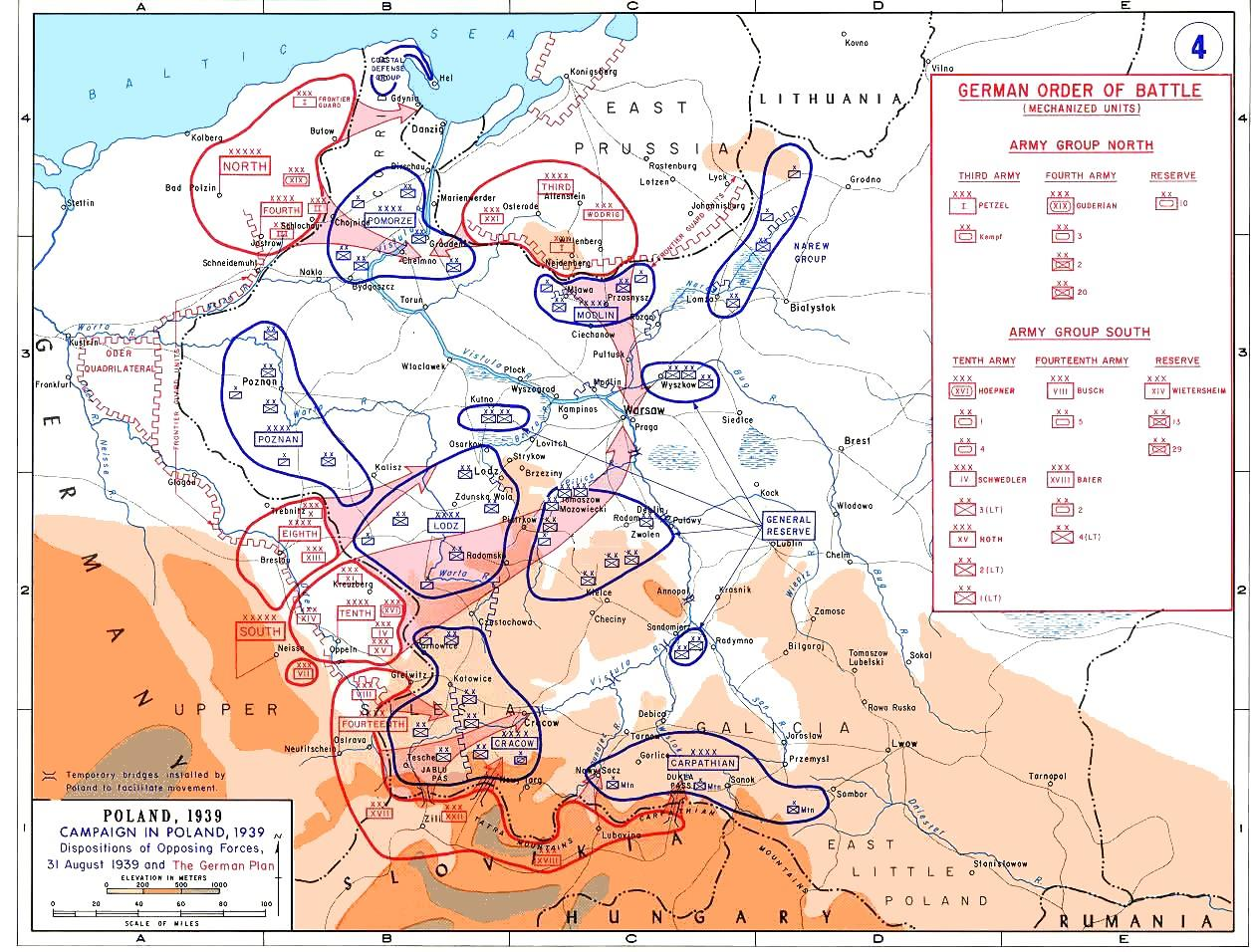
Расстановка польских и германских сил на момент начала Второй мировой войны

Армия «Поморье» (пол. Armia «Pomorze») — армия Войска Польского, сформированная весной 1939 года и участвовавшая в обороне Польши против войск нацистской Германии в сентябре 1939 года, ознаменовавшей начало Второй мировой войны.

## История создания
15 марта 1939 года части вермахта вошли в Прагу, завершив раздел Чехословакии, а 23 марта заняли литовский порт Клайпеду. Двумя днями ранее в Берлине германский министр иностранных дел Иоахим фон Риббентроп потребовал от польского посла Йозефа Липски окончательного ответа на требования Германии относительно присоединения Данцига и строительства экстерриториальной автострады через «Польский коридор».
В этих условиях 23 марта 1939 года началось скрытое мобилизационное развёртывание польских войск на основе мобилизационного плана «W» от апреля 1938 года. Одним из создаваемых объединений стала армия «Поможе», командующим которой был назначен дивизионный генерал Владислав Бортновский.
Задачей армии было прикрыть «Польский коридор» от немецких ударов как с запада, так и с востока, в связи с чем армия была разделена на две части. Угроза аннексии Данцига привела к тому, что часть сил армии была выделена для прикрытия границы с ним (отдельная группа «Косцежина» и отдельная группа «Старогард»). С учётом того, что на 60-км участке Вислы в том районе не было ни одного моста, в случае решительного немецкого удара с запада северная группировка оказалась бы отрезанной от остальной армии.
Соседом с юга у армии «Поможе» была армия «Познань», соседом с востока — армия «Модлин».

## Боевой состав
В состав армии «Поможе» входили следующие части и соединения:
- 9-я пехотная дивизия
- 15-я пехотная дивизия
- 27-я пехотная дивизия
- Бригада народной обороны «Поможе»
- Бригада народной обороны «Хелм»
- Оперативная группа «Восток» (командир — бригадный генерал Миколай Болтуць)
  - 4-я пехотная дивизия
  - 16-я пехотная дивизия
- Оперативная группа «Черск» (командир — бригадный генерал Станислав Гжмот-Скотницкий)
  - Поморская кавалерийская бригада.

## Боевой путь
В случае начала войны штаб армии «Поможе» ожидал основных событий на севере, в районе Данцига, поэтому когда генерал Бортновский получил от воздушной разведки сообщение о выдвижении крупной немецкой танковой колонны на юге, это оказалось для него полной неожиданностью. Немецкая 3-я танковая дивизия быстро сломила сопротивление польской пехоты и прорвалась передовым танковым отрядом на 90 км до Свекатово. Этот успех был дополнен наступлением немецкой 20-й моторизованной дивизии из района Тухель в направлении севернее Грудзёндза. В результате немецкие войска осуществили двойной охват польских войск, оборонявших «Польский коридор».
С утра 2 сентября командующий армией генерал Бортновский потерял связь со своими дивизиями. Немцы, наступая с запада и востока, соединились, и армия «Поможе» оказалась рассечённой пополам. Немногочисленная южная группировка заняла оборону на предмостном укреплении севернее Быдгоща, а северная группировка попала в окружение. В штабе армии «Поможе» царила паника. Бортновский, ожидая немедленного удара немецких танков на Быдгощ и Торунь, решил отвести остатки армии к югу. Он выехал в Торунь, где встретился с командующим армией «Познань» дивизионным генералом Кутшебой. На совещании генералы решили, что уцелевшие войска армии «Поможе» отступят за Вислу к Торуни.
Битва в борах Тухольских завершилась поражением польских войск. Основная часть окружённой северной группировки армии «Поможе» капитулировала 5 сентября. В этот же день последовал приказ польского Главного командования, предлагавший оставшимся частям армии «Поможе» «совершить марш за армией „Познань“… на Варшаву». Выполняя этот приказ, армия «Поможе» отступила на юго-восток и вместе с армией «Познань» оказалась втянутой в битву на Бзуре, в результате которой обе армии к 14 сентября были окружены под Кутно. Отдельным частям армии «Поможе» через Кампиносскую пущу — большой лесной массив к западу от польской столицы — удалось прорваться в Варшаву, где они усилили столичный гарнизон. Остальные части армии «Поможе» вместе с остатками армии «Познань» капитулировали 22 сентября. Командующий армией «Поможе» дивизионный генерал Бортновский попал в плен.